# Schopfstirnmotten

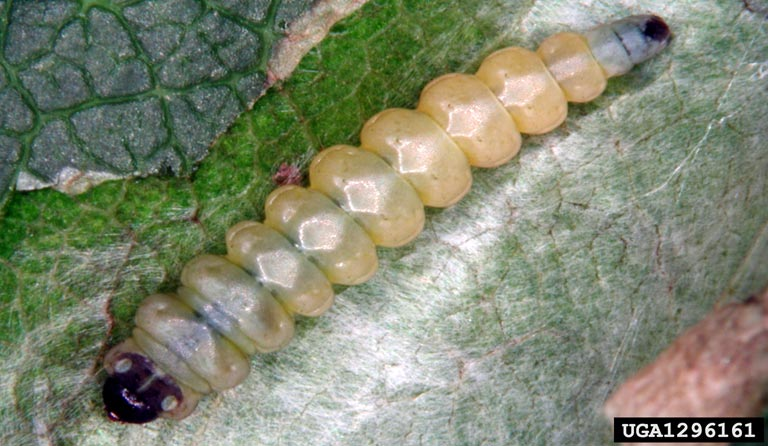
Raupe von Coptotriche angusticollella

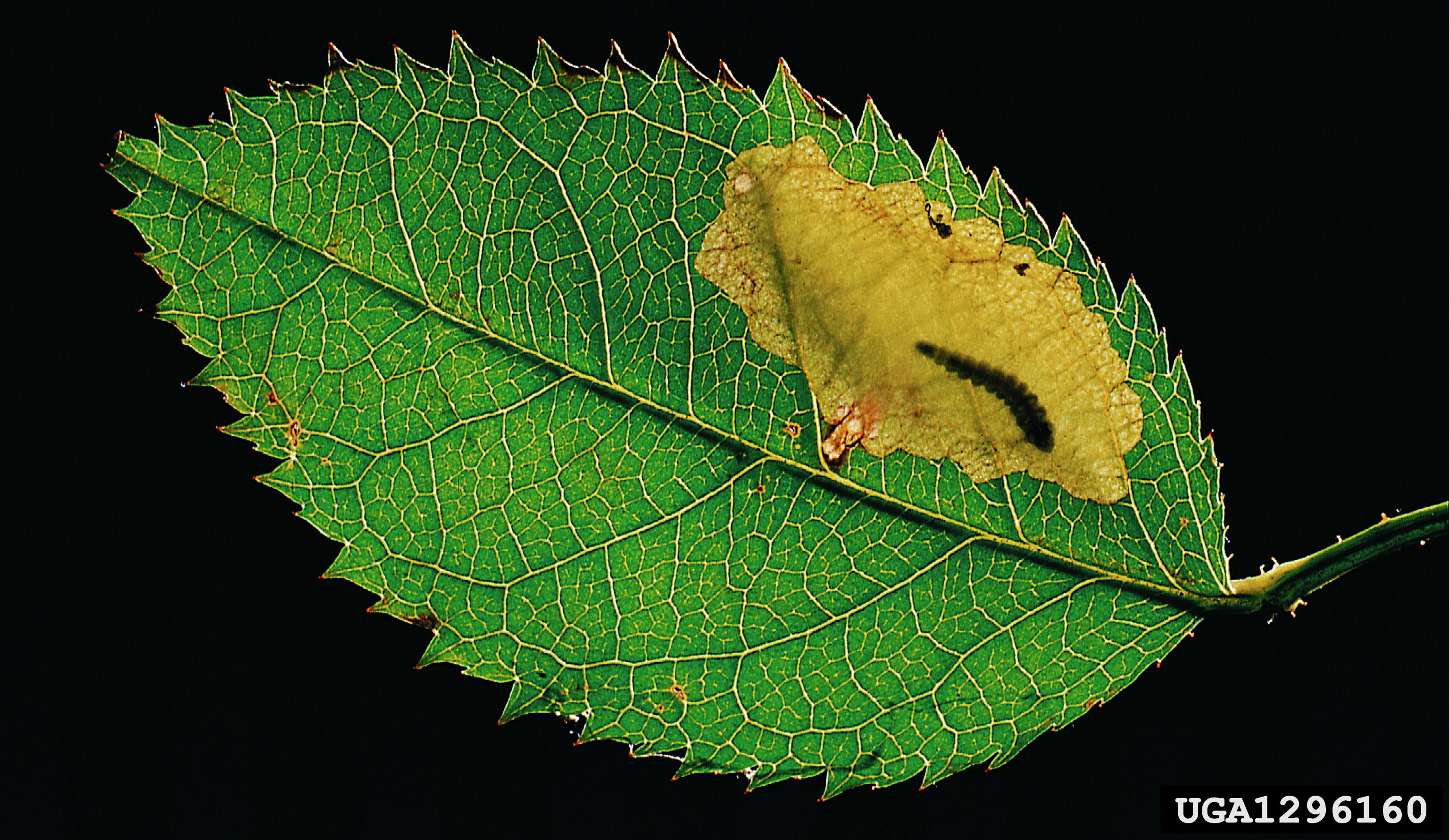
Raupe von Coptotriche angusticollella in ihrer Mine

Die Schopfstirnmotten (Tischeriidae) sind eine Familie der Schmetterlinge (Lepidoptera). Sie kommen mit nur etwa 80 Arten und zwei Gattungen in der ganzen Holarktis vor. Der Schwerpunkt ihrer Verbreitung liegt mit 47 Arten in den USA. 

## Merkmale
Die Falter erreichen eine Flügelspannweite von 1,5 bis 11 Millimetern. Sie haben schmale Vorderflügel, die etwa viermal so lang wie breit sind. Viele Arten haben metallisch glänzende Vorderflügel. Die Grundfarbe ist meist gelb, hell- oder dunkelbraun oder kupferfarben. Die meist schmäleren Hinterflügel haben sehr lange Fransen. Die fadenförmigen Fühler erreichen etwa 60 bis 70 % der Vorderflügellänge. An der Stirn tragen die Tiere lange Haarschuppen, die ihnen ihren deutschen Namen gegeben haben. Sie haben gut entwickelte Saugrüssel.
Die Flügeladern der Vorderflügel sind zum Teil gut entwickelt, zum Teil aber auch stark reduziert. Sie haben 11 Adern mit zwei Analadern (1b und 1c). Die Hinterflügel haben bei allen Arten eine zurückgebildete Flügeladerung, die aus fünf oder sechs Adern mit einer (oder eventuell einer zweiten, aber schwer erkennbaren) Analader besteht.

## Lebensweise
Die Larven entwickeln sich im Inneren von Blättern als Minierer, in denen sie ausgedehnte Platzminen erzeugen. Sie entsorgen ihre Ausscheidungen durch einen auf der Unterseite des Blattes gelegenen Spalt. Sie verpuppen sich je nach Art entweder innerhalb ihrer Mine oder in einem Kokon. Die meisten Schopfstirnmottenarten bilden nur eine Generation pro Jahr. Die europäischen Arten ernähren sich vor allem von Rosengewächsen (Rosaceae), Eichen (Quercus spec.) und von Edelkastanien (Castanea sativa).
Sie haben in der Forstwirtschaft als Schädlinge nur geringe Bedeutung. Nur die Eichenminiermotte (Tischeria ekebladella) kann bei selten auftretenden Massenvorkommen das Wachstum von Eichen behindern.

## Systematik
Die Familie der Schopfstirnmotten ist im deutschsprachigen Raum (D-CH-A) mit acht Arten vertreten. In ganz Europa kommen sie mit 12 Arten vor.
- Coptotriche angusticollella (Duponchel, 1843) D-CH-A – Rosen-Schopfstirnmotte
- Coptotriche berberella (De Prins, 1984)
- Coptotriche gaunacella (Duponchel, 1843) D-CH-A – Schlehen-Schopfstirnfalter
- Coptotriche heinemanni (Wocke, 1871) D-CH-A – Dunkler Brombeer-Schopfstirnfalter
- Coptotriche longiciliatella (Rebel, 1896)
- Coptotriche marginea (Haworth, 1828) D-CH-A
- Coptotriche szocsi (Kasy, 1962) D-A – Wiesenknopf-Schopfstirnfalter
- Coptotriche tantalella (Walsingham, 1907)
- Tischeria decidua Wocke, 1876 D-CH-A
- Tischeria dodonaea Stainton, 1858 D-CH-A
- Tischeria ekebladella (Bjerkander, 1795) D-CH-A
- Tischeria ekebladoides Puplesis & Diskus, 2003